# Teddy Mazina
Teddy Mazina, né en 1972 à Bujumbura, est un photographe burundais. Il est en particulier connu pour son travail réalisé en clandestinité au Burundi à la suite de la crise de 2015, concernant la situation des droits de l'homme et celle de la liberté de la presse. En effet, il couvrait autant que possible les arrestations arbitraires et les diverses enfreintes du pouvoir aux règles démocratiques,.
Le 10 mars 2017, à l'occasion du 15e Festival du film et forum international sur les droits humains à Genève (Suisse), l'association du Prix Martine-Anstett récompense son travail et lui remet le Prix Martine-Anstett 2017.